# Потомак (Іллінойс)
Потомак (англ. Potomac) — селище (англ. village) в США, в окрузі Вермільйон штату Іллінойс. Населення — 689 осіб (2020).

## Географія
Потомак розташований за координатами 40°18′24″ пн. ш. 87°47′51″ зх. д. / 40.30667° пн. ш. 87.79750° зх. д. (40.306692, -87.797595).  За даними Бюро перепису населення США в 2010 році селище мало площу 1,26 км², уся площа — суходіл.

## Демографія
Згідно з переписом 2010 року, у селищі мешкало 750 осіб у 281 домогосподарстві у складі 203 родин. Густота населення становила 596 осіб/км².  Було 306 помешкань (243/км²).
Расовий склад населення:
| - 96,8 % — білих - 0,7 % — чорних або афроамериканців - 0,3 % — азіатів - 0,1 % — корінних американців |

До двох чи більше рас належало 1,2 %. Частка іспаномовних становила 1,2 % від усіх жителів.
За віковим діапазоном населення розподілялося таким чином: 27,2 % — особи молодші 18 років, 57,9 % — особи у віці 18—64 років, 14,9 % — особи у віці 65 років та старші. Медіана віку мешканця становила 36,4 року. На 100 осіб жіночої статі у селищі припадало 95,3 чоловіків;  на 100 жінок у віці від 18 років та старших — 97,1 чоловіків також старших 18 років.
Середній дохід на одне домашнє господарство  становив 48 685 доларів США (медіана — 43 625), а середній дохід на одну сім'ю — 57 603 долари (медіана — 49 625). Медіана доходів становила 40 132 долари для чоловіків та 25 000 доларів для жінок. За межею бідності перебувало 19,9 % осіб, у тому числі 25,6 % дітей у віці до 18 років та 7,8 % осіб у віці 65 років та старших.
Цивільне працевлаштоване населення становило 274 особи. Основні галузі зайнятості: виробництво — 30,7 %, освіта, охорона здоров'я та соціальна допомога — 16,8 %, роздрібна торгівля — 11,7 %, будівництво — 7,7 %.